# Klaus-Dieter Brunotte
Klaus-Dieter Brunotte (* 19. Oktober 1948 in Hannover; † 24. Dezember 2017 ebenda) war ein deutscher Schriftsteller und Büchermacher. Er lebte und arbeitete in Langenhagen und in List auf Sylt.

## Leben
Klaus-Dieter Brunotte war 34 Jahre für die Sparkasse Hannover tätig, wo er unter anderem für deren Kultur- und Literaturförderung verantwortlich war. 1980 begann er selbst mit der Veröffentlichung eigener Werke aus den Bereichen Lyrik, Satire und Prosa. Zudem publizierte er Texte zu bildenden Künstlern und zu Visueller Poesie. In Zusammenarbeit mit Musikern und anderen Künstlern gestaltete Brunotte darüber hinaus Künstlerbücher, oftmals als Unikate, die unter anderem Fotos, Zeichnungen, Radierungen und Siebdrucke enthalten. Diese Künstlerbücher finden sich in Privatbesitz, Kunstmuseen, öffentlichen Bibliotheken und Kunstsammlungen in Deutschland, Europa und Übersee.
Seine Bücher wurden unter anderem ausgestellt in der Gottfried Wilhelm Leibniz Bibliothek (Hannover), der Stadtbibliothek Hannover, der Herzog August Bibliothek (Wolfenbüttel), dem Kunstverein Langenhagen und dem Museum der Stadt Goslar.
2009 erhielt er vom Niedersächsischen Ministerium für Wissenschaft und Kultur ein dreimonatiges Stipendium für Schriftsteller auf dem Künstlerhof Schreyahn, einer Stipendiatenstätte für Autoren und Komponisten im Ortsteil Schreyahn der niedersächsischen Stadt Wustrow im Wendland.

## Werke (Auswahl)
- Reiche Ernte. Lyrik & Fotos, Erstausgabe, hergestellt on demand, Grethern-Büchten: Schwarze Kunst; Hamburg: Ed. Raasch, 2010, ISBN 978-3-927840-39-3
- Onkologischer Winter. Gedichte und Zeichnungen (= Edition Atlantis, No. 6), Erstauflage, Sonderedition, nummeriert und signiert, Langenhagen: Brunotteart, 2012; Inhaltsverzeichnis als PDF-Dokument
- Das Einhorn vom Eichenpark. Fast ein Poem mit Fotos (= Edition Atlantis, No. 7), Langenhagen: Brunotteart, 2012
- Kirschblütenschnee in Fukushima. Lyrik und Fotografik (= Edition Atlantis, No. 8), 1. Auflage, Langenhagen: Brunotteart, 2014
- Vom grünen Kohle. Grünkohl und allerlei drum herum (= Edition Atlantis, No. 10), 1. Auflage, Langenhagen: Brunotteart, 2017